# Rudolf Carl
Rudolf Carl (né le 19 juin 1899 à Břeclav, mort le 15 janvier 1987 à Graz) est un acteur autrichien.

## Biographie
Rudolf Carl grandit à l'orphelinat impérial de Vienne, parce que son père meurt mort lorsque Rudolf a quatre ans et que sa mère ne peut pas garder la famille seule. Il suit un apprentissage dans une quincaillerie. Pendant la Première Guerre mondiale, il sert comme simple fantassin. Après la guerre, il se lance dans une carrière d'acteur et apparaît dans le théâtre amateur Dilettantenverein Nestroybühne Brno". Il obtient un engagement au théâtre allemand de Brno, où il excelle bientôt en tant que jeune comédien de caractère. En 1922, il a un petit rôle au cinéma.
En 1934, Carl a une place au Theater an der Wien et à l'Opéra populaire de Vienne dans la section d'opérette comme bouffon et travaille de plus en plus pour le cinéma. Il se spécialise de plus en plus dans la représentation hilarante - parfois maladroite et exagérée - de personnages naïfs et légèrement stupides et le fait au cours de sa carrière dans plus de 200 films. Il acquiert une grande popularité à la télévision dans la série Familie Leitner.
Au milieu des années 1960, il se retire principalement du cinéma.
Rudolf Carl fut aussi chanteur. La chanson Liebe kleine Schaffnerin fut un succès en 1942.
Rudolf Carl épouse en 1928 avec la fille de l'homme d'affaires Valerie Hagen. Après sa mort en 1974, il épouse Henriette Ahlsen, amie de son épouse décédée. Rudolf Carl était le beau-père du compositeur d'opérette Ludwig Schmidseder.

## Filmographie
| - 1934 : Ein Stern fällt vom Himmel - 1934 : Frasquita (de) - 1934 : Karneval der Liebe - 1934 : Der junge Baron Neuhaus - 1934 : Petite Maman - 1934 : Sang polonais - 1935 : Es flüstert die Liebe - 1935 : Jana, das Mädchen aus dem Böhmerwald - 1935 : Te quiero con locura - 1935 : … nur ein Komödiant (de) - 1935 : Tanzmusik - 1935 : Der Himmel auf Erden (de) - 1935 : Der Kosak und die Nachtigall - 1935 : Vorstadtvariete - 1935 : Buchhalter Schnabel - 1935 : Die Fahrt in die Jugend - 1935 : Leutnant Bobby, der Teufelskerl - 1935 : Die Pompadour - 1935 : Ein Walzer um den Stephansturm - 1936 : Wo die Lerche singt (Quand l'alouette chante) - 1936 : Die Liebe des Maharadscha - 1936 : Die Puppenfee - 1936 : Unsterbliche Melodien - 1936 : Rendezvous in Wien - 1936 : Le Postillon de Longjumeau - 1936 : Hannerl und ihre Liebhaber - 1936 : Manja Valewska - 1936 : Schatten der Vergangenheit - 1937 : Millionäre - 1937 : Die glücklichste Ehe der Welt - 1937 : Aventure à Varsovie - 1937 : Florentine - 1937 : Die Landstreicher - 1937 : Pat und Patachon im Paradies - 1937 : Sein letztes Modell - 1938 : Geld fällt vom Himmel - 1938 : Le Mystère de la treizième chaise - 1938 : Adieu valse de Vienne - 1938 : Heiraten – aber wen? - 1938 : Der Optimist - 1938 : Rote Rosen – blaue Adria - 1939 : Kleines Bezirksgericht - 1939 : Unsterblicher Walzer - 1939 : Frau im Strom - 1939 : Marguerite : 3 - 1939 : Liebe streng verboten - 1940 : Cora Terry - 1940 : Die lustigen Vagabunden - 1940 : Les Rothschilds - 1940 : Ihr Privatsekretär - 1940 : L'Oiseleur - 1941 : La Danse avec l'empereur - 1941 : La Belle Diplomate (Frauen sind doch bessere Diplomaten) de Georg Jacoby - 1941 : Ehe man Ehemann wird - 1941 : Oh, diese Männer - 1941 : Hochzeitsnacht - 1942 : Die heimliche Gräfin - 1942 : Liebeskomödie - 1943 : Reisebekanntschaft - 1943 : Rêve blanc - 1943 : …und die Musik spielt dazu - 1943 : Abenteuer im Grandhotel - 1943 : Alles aus Liebe - 1944 : Romantische Brautfahrt - 1945 : Leuchtende Schatten - 1948 : Die Schatztruhe - 1948 : Der Herr Kanzleirat (de) - 1948 : La Tache de rousseur - 1948 : Mann gehört ins Haus - 1950 : Skandal in der Botschaft - 1950 : Auf der Alm, da gibt's koa Sünd - 1950 : Kind der Donau (de) - 1950 : Die Kreuzlschreiber - 1951 : Valentins Sündenfall - 1951 : Gangsterpremiere - 1951 : Eva erbt das Paradies - 1951 : Le Paysan allègre - 1951 : Das Herz einer Frau | - 1951 : Stadtpark - 1951 : Le Vieux Pécheur - 1952 : Der Obersteiger - 1952 : Die Wirtin von Maria Wörth - 1952 : Ich hab’ mich so an Dich gewöhnt - 1952 : Knall und Fall als Hochstapler (de) - 1952 : Ideale Frau gesucht - 1952 : Der Mann in der Wanne - 1952 : Hallo Dienstmann - 1953 : Die fünf Karnickel - 1953 : Auf der grünen Wiese (de) - 1953 : Junges Herz voll Liebe - 1953 : Knall und Fall als Detektive - 1953 : Die Junggesellenfalle - 1953 : Die Perle von Tokay - 1953 : Seesterne - 1954 : Schützenliesel - 1954 : Bruder Martin (de) - 1955 : Die Sennerin von St. Kathrein (de) - 1955 : Zwei Herzen und ein Thron (de) - 1955 : Sa fille Pierre - 1955 : Ja, so ist das mit der Liebe - 1955 : An der schönen blauen Donau - 1955 : Le Secret d'une doctoresse - 1956 : Zwei Bayern in St. Pauli - 1956 : Försterliesel - 1956 : Wenn Poldi ins Manöver zieht - 1956 : Lumpazivagabundus - 1956 : Rosmarie kommt aus Wildwest - 1956 : Le Pantalon volé - 1956 : …und wer küßt mich? - 1956 : Dort oben, wo die Alpen glühen - 1956 : Husarenmanöver - 1956 : Liebe, Schnee und Sonnenschein - 1956 : Lügen haben hübsche Beine - 1956 : Der Schandfleck (de) - 1957 : Der Pfarrer von St. Michael - 1957 : Der Jungfrauenkrieg - 1957 : Dort in der Wachau (aussi réalisation) - 1957 : Ober, zahlen! (de) - 1957 : Heiratskandidaten - 1957 : La Forêt d'argent (Der Wilderer vom Silberwald) d'Otto Meyer (de) - 1958 : Der Page vom Palast-Hotel - 1958 : Le Labyrinthe de l'amour (Frauensee) de Rudolf Jugert - 1958 : Die Seeteufel von Angostura - 1959 : Wenn die Glocken hell erklingen (de) - 1959 : Jacqueline - 1959 : Gangsterjagd in Lederhosen - 1960 : Schlußakkord - 1960 : L'Auberge du Cheval-Blanc - 1960 : Das Dorf ohne Moral (de) - 1961 : Autofahrer unterwegs - 1961 : Im schwarzen Rößl - 1961 : … und du mein Schatz bleibst hier - 1962 : Vor Jungfrauen wird gewarnt - 1962 : Das ist die Liebe der Matrosen - 1962 : Drei Liebesbriefe aus Tirol - 1962 : Ende schlecht – Alles gut (TV) - 1962 : Lang, lang ist’s her (TV) - 1962 : La Chauve-Souris - 1962 : Hochzeitsnacht im Paradies - 1962 : Tanze mit mir in den Morgen - 1962 : …und ewig knallen die Räuber - 1963 : Les filles aiment ça ! - 1963 : Unsere tollen Nichten - 1963 : La Marraine de Charley - 1963 : Maskenball bei Scotland Yard - 1963 : Der Musterknabe (de) - 1963 : Ferien vom Ich - 1963 : Die ganze Welt ist himmelblau - 1964 : Hilfe, meine Braut klaut (de) - 1965 : Das ist mein Wien - 1965 : An der Donau, wenn der Wein blüht - 1966 : Das Mädchen mit dem sechsten Sinn - 1968 : Die Landstreicher (TV) - 1969 : Die ungarische Hochzeit (TV) - 1968 : Wenn die kleinen Veilchen blühen - 1984 : Seifenblasen |